# Aleksander Gutsze
Aleksander Romuald Gutsze (ur. 26 września 1933, zm. 28 kwietnia 2004) – polski fizyk. Specjalizował się w fizyce doświadczalnej, radiospektroskopii fizykochemii powierzchni oraz radiospektroskopii układów biologicznych.

## Życiorys
Był profesorem Akademii Medycznej im. Ludwika Rydygiera w Bydgoszczy, kierownikiem Katedry i Zakładu Biofizyki tej uczelni oraz wielokrotnym dziekanem Wydziału Farmaceutycznego.

## Odznaczenia
Odznaczony Krzyżem Oficerskim Orderu Odrodzenia Polski (2001).